# Bignonia venusta
La Bignonia venusta Ker Gawl., 1818 è una specie di pianta appartenente al genere della Bignonia, nativa del Sud America.

## Descrizione
Si tratta di una specie molto diffusa di rampicante sempreverde, con viticci e fusti legnosi, che cresce molto rapidamente arrivando anche a 15 metri di altezza, e fiorisce alla fine dell'inverno.
I fiori di color arancio-dorati sono tubulosi e raggruppati a mazzetti.
La coltivazione richiede sufficiente spazio per la libera crescita delle radici, un terreno dotato di buona fertilità, umido ma con un buon drenaggio, lunga esposizione al Sole ed un'accurata potatura in primavera.